# Carola Bauckholt
Carola Bauckholt (Krefeld, 1959) és una compositora alemanya. Va estudiar amb Mauricio Kagel al Conservatori de Colònia i es va associar amb l'avantguardista Theatre am Marienplatz, a la seva ciutat natal, durant molts anys. Moltes de les seves obres i de Kagel es van estrenar en aquest espai. Les obres de Bauckholt s'han tocat en festivals com el Mixtur.